# Vennesla
Vennesla là một thành phố trong hạt Vest-Agder, Na Uy. Vennesla đã được tách ra từ Ovrebo vào năm 1861. Ovrebo và Hægeland được sáp nhập với Vennesla một lần nữa vào ngày 01 tháng 1 năm 1964. Thành phố có cự ly khoảng 17 km (11 dặm) về phía bắc của Kristiansand và nó là thành phố lớn thứ ba của hạt.